# 아이 엠 스타!의 등장인물 목록
이 문서는 텔레비전 애니메이션 《아이 엠 스타!》의 등장인물을 정리한 목록이다.

## 스타라이트 학교 주역&문라이트 오피스 주역
호시미야 이치고(星宮 いちご) / 라임
칸자키 미즈키(神崎 美月) / 루나
쿠레바야시 쥬리(紅林 珠璃) / 주리
쿠로사와 린(黒沢 凛)/린
- 성우 - 타카다 유우키/사문영 / 가수 - 마츠오카 나나세/사문영
- 학년 - 중등부 2학년
- 생일 - 1월 1일
- 별자리 - 염소자리
- 혈액형 - AB형
- 좋아하는 음식 - 매운음식:떡볶이,라면 등
- 싫어하는 음식 - 가지
- 특기 - 댄스
- 키 - 158cm
- 이미지 컬러 - 네이비
- 타입 - 쿨
- 좋아하는 브랜드 - 댄스 퓨전
- 소속 그룹 - 댄싱 디바, 바닐라 칠리 페퍼, AIKATSU☆STARS!

스미레의 한 학년 후배. 같은 신입생인 마도카/모모 룸메이트이자 친구이자 담당은 스미레/리라가 하고 있다.
절도 있는 춤 동작에서 춤추는 번개/춤추는 번개소녀라는 별명이 있으며 입버릇은 고동쳐라! 내 가슴 속 BPM!.
현재는 그룹과 솔로 가수를 변행하고 있다. 마도카/모모와 미나미/미나와 단짝. 마츠오카 나나세:아이카츠 스타즈(나나쿠라 코하루.시로가네 리리.키사라기 츠바사) 쿨 타입 중 한 명
아마하네 마도카(天羽 まどか)/모모
- 성우 - 카와카미 치히로/김가령 / 가수 - 호시자키 카나/김가령
- 학년 - 중등부 2학년
- 생일 - 2월 14일
- 별자리 - 물병자리
- 혈액형 - O형
- 좋아하는 음식 - 초콜릿
- 싫어하는 음식 - 없음
- 특기 - 미소 짓기
- 키 - 155cm
- 이미지 컬러 - 파스텔(하늘색)
- 타입 - 큐트
- 좋아하는 브랜드 - 엔젤리 슈가
- 소속 그룹 - Skips, 바닐라 칠리 페퍼, AIKATSU☆STARS!

아카리의 한 학년 후배로 긍정적이고 순수미가 넘치는 미소녀이자 같은 신입생인 린과는 소꿉친구. 담당은 아카리가 하고 있다.
엔젤리 슈가의 톱 디자이너 아마하네 아스카의 손녀딸.
현재는 그룹과 솔로 가수를 변행하고 있다. 린과 단짝. 호시자키 카나:도지마 니나.아이카츠 스타즈(카스미 마히루.니카이도 유즈) 큐트 타입 중 한 명
다이치 노노(大地 のの)/노노
- 성우 - 코이와이 코토리/김율 / 가수 - 아마네 미호/김율
- 학년 - 중등부 2학년
- 생일 - 1월 10일
- 별자리 - 염소자리
- 혈액형 - O형
- 좋아하는 음식 - 니쿠자가, 우유, 말린 고구마
- 특기 - 노래
- 키 - 156cm
- 이미지 컬러 - 루즈
- 타입 - 섹시
- 좋아하는 브랜드 - 돌리 데빌
- 소속 그룹 - 노리노리 시스터즈, AIKATSU☆STARS!

홋카이도 출신의 밝고 상큼발랄한 성격의 미소녀. 어렸을 때부터 사람들 앞에서 노래 부르는 것을 좋아한다.
리사와는 소꿉친구이며 리삿페 (リサッペ)/리샤샤라는 애칭으로 부른다. 루미너스와의 만남을 계기로 아이돌을 꿈꾸게 되었다.
아카리와 스미레와 히나키와 리사와 단짝. 현재는 솔로 가수로 활동 중. 아마네 미호:아이카츠 스타즈(하나조노 키라라.카스미 요조라).편입생 라인중 한명(멤버:호시미야 이치고.키리야 아오이.다이치 노노.시라카바 리사.오오조라 아카리). 섹시 타입 중 한 명
시라카바 리사(白樺 リサ)/리사
- 성우 - 후쿠 사나에/여민정 / 가수 - 마츠오카 나나세/여민정
- 학년 - 중등부 2학년
- 생일 - 12월 14일
- 별자리 - 사수자리
- 혈액형 - A형
- 좋아하는 음식 - 감자 샐러드, 우유
- 특기 - 공부, 뜨개질
- 키 - 157cm
- 이미지 컬러 - 라벤더
- 타입 - 섹시
- 좋아하는 브랜드 - 돌리 데빌
- 소속 그룹 - 노리노리 시스터즈, AIKATSU☆STARS!

홋카이도 출신의 차분하고 성실한 소녀로 노놋치 (ののっち)/노노링라는 애칭으로 부르게 된다.
아카리와 스미레와 히나키와 노노와 단짝. 현재는 솔로 가수를 활동 중. 마츠오카 나나세:아이카츠 스타즈(나나쿠라 코하루.시로가네 리리.키사라기 츠바사).편입생 라인중 한명(멤버:호시미야 이치고.키리야 아오이.다이치 노노.시라카바 리사.오오조라 아카리). 섹시 타입 중 한 명
- 도지마 니나 (堂島 ニーナ)/니나
  - 성우 - 야노 아사미/이재현 / 가수 - 호시자키 카나/이재현
  - 학년 - 중학교 2학년
  - 생일 - 2월 7일
  - 별자리 - 물병자리
  - 혈액형 - AB형
  - 좋아하는 음식 - 타코야키, 오코노미야키
  - 특기 - 만담, 개그, 그림 그리기
  - 키 - 154cm
  - 타입 - 팝
  - 좋아하는 브랜드 - 메차 패닉
  - 소속학교 -  나니와 천하제일 학원 / 스마일 중학교
  - 소속그룹 - AIKATSU☆STARS!

오사카/스마일시티의 아이돌 학교 나니와 천하제일 학원/스마일 중학교에 재학 중인 소녀. 개그 아이돌로 불리며 오사카/스마일시티에서 큰 인기를 누리고 있다. 만담과 개그를 좋아하는 소녀.  호시자키 카나:아마하네 마도카.아이카츠 스타즈(카스미 마히루.니카이도 유즈) 팝 타입 중 한 명
키리야 아오이(霧矢 あおい)/마린
우에바나 후우리:나츠키 미쿠루.오토시로 세이라
시부키 란(紫吹 蘭)/보라
이치쿠라 유나:이치노세 카에데.카미야 시온.사에구사 키이
- 나츠키 미쿠루 (夏樹 みくる)/미르
  - 성우 - 스자키 아야/유인나,[6] 전해리[7] / 가수 - 우에바나 후우리/유인나, 전해리
  - 나이 - 18세
  - 생일 - 7월 7일
  - 별자리 - 게자리
  - 혈액형 - O형
  - 좋아하는 음식 - 아이스크림, 소다
  - 특기 - 원예, 리폼, 서핑
  - 키 - 163cm
  - 이미지 컬러 - 핫핑크
  - 타입 - 팝
  - 좋아하는 브랜드 - 비비드 키스
  - 소속그룹 - STAR☆ANIS

주 말버릇은 미쿠루의 미라클 보여줄까! (みくるのミラクル見せちゃおうかな!)/미르의 미라클을 보여줄게!
해변에 위치한 꽃집 나츠키 그리닝 가든/그리닝 가든에서 일하고 있는 미소녀.
미즈키에게 꽃 배달을 했을 때 무대 의상으로 고민 하고 있는 미즈키에게 조언을 해준 것을 계기로 얼굴을 트게 된다.
꽃에 대해 빠삭하며 종종 사람을 꽃에 비유한다.
미즈키와 이치고와 히나키와 단짝. 현재는 솔로 가수로 활동 중. 우에바나 후우리:키리야 아오이.오토시로 세이라 팝 타입 중 한 명
아리스가와 오토메(有栖川 おとめ)/슈
키타오지 사쿠라(北大路 さくら)/체리
- 성우 - 야스노 키요노/이소은 / 가수 - 아이노 에리/이소은
- 학년 - 중등부 3학년
- 생일 - 4월 6일
- 별자리 - 양자리
- 혈액형 - A형
- 좋아하는 음식 - 화과자, 말차
- 싫어하는 음식 - 매운 음식
- 특기 - 일본 무용과 음악, 서도/다도
- 키 - 152cm
- 이미지 컬러 - 라임
- 타입 - 큐트
- 좋아하는 브랜드 - 오로라 판타지
- 소속 그룹 - 푸아 푸아 프리링, AIKATSU☆STARS!

이치고의 후배로 평소에는 얌전하고 차분한 성격의 소녀.
감정이 격해지면 가부키 말투로 말하며 이를 키타오지 극장/샤라랑 극장이라 부른다.
할아버지는 인간문화재, 아버지와 쌍둥이 오빠 사콘/시우는 유명한 가부키 배우.
미즈키/루나의 공연을 본 이후로 자신도 가부키 배우가 아닌 아이돌이 되겠다 결심한다.
어렸을 적, 외로움을 달래기 위해 읽었던 오로라 판타지의 디자이너 그린 글래스가 쓴 그림책을 좋아한다.
드림 아카데미의 히메사토 마리아/마리아와는 취미가 맞아 친해지게 되었으며 홈 파티에 초대 받거나 오로라 판타지에 관한 이야기도 나눈다.
또한, 마리아의 프리미엄 레어 드레스를 위해 그린 글래스에게 연락을 취한다.
크리스마스 파티때는 실행 위원 역을 맡는다.
미즈키와 이치고와 아오이와 란과 오토메와 유리카와 카에데와 친한 친구이다. 현재는 그룹과 솔로가수를 병행하고 있다. 아이노 에리:크리스 코코네.히메사토 마리아.카제사와 소라 큐트 타입 중 한 명
카미야 시온 (神谷 しおん)/시온
- 성우 - 세토 아사미/임윤선 가수 - 이치쿠라 유나/임윤선
- 학년 - 고등부 1학년
- 생일 - 1월 11일
- 별자리 - 염소자리
- 혈액형 - A형
- 좋아하는 음식 - 가토 쇼콜라
- 싫어하는 음식 - 탄산음료
- 특기 - 긴 대사의 암기
- 키 - 157cm
- 이미지 컬러 - 버질 그린
- 타입 - 쿨
- 좋아하는 브랜드 - 퓨처링 걸
- 소속 그룹 - 푸아 푸아 프리링, AIKATSU☆STARS!

인기 드라마 못 말리는 형사 3 추가 캐스트 오디션에 참가한 학생. 10살 때 드라마 켄자키 가의 일족으로 데뷔했다.
차분하고 조용한 성격이지만 평소에는 쿨하고 시원시원한 성격.
원래는 롱 헤어였으나 역을 위해 숏 헤어로 바꿨다. 처음에는 아오이와 친구들의 연기를 원숭이 흉내라고 비하했다.
아오이와 함께 합격한 후에는 인정한다.
이 후, 영화 이상한 나라의 앨리스 오디션에 합격해 주역을 맡게 된다.
아오이와 오토메와 단짝이다. 현재는 그룹과 솔로 가수와 배우를 병행하고 있다. 이치쿠라 유나:시부키 란.이치노세 카에데.사에구사 키이 쿨 타입 중 한 명
토도 유리카(藤堂 ユリカ)/유리
이치노세 카에데(一ノ瀬 かえで)/에이미
- 성우 - 미무라 유나/김보영 / 가수 - 이치쿠라 유나/김보영
- 학년 - 고등부 1학년
- 생일 - 11월 23일
- 별자리 - 사수자리
- 혈액형 - O형
- 좋아하는 음식 - 햄버거, 캘리포니아 롤
- 싫어하는 음식 - 낫토
- 특기 - 탭댄스, 마술
- 키 - 158cm
- 이미지 컬러 - 주황
- 타입 - 팝
- 좋아하는 브랜드 - 매지컬 토이
- 소속 그룹 - 트라이스타, AIKATSU☆STARS!

외국에서 온 소녀. 외국 전역에 체인점을 낸 고급 초밥집 사장의 딸이자 본인도 초밥 만드는 것이 특기. 사람을 즐겁게 해 주는 것을 좋아한다.
아이돌의 등용문인 키즈 클럽의 멤버.
미즈키가 유닛을 만든다는 얘기를 듣고 예정보다 빨리 귀국했으며 이 후, 트라이스타의 멤버가 된다.
시온을 대신해 오토메, 사쿠라와 함께 패션쇼에 나간다.
미즈키와 이치고와 아오이와 란과 오토메와 유리카와 사쿠라와 단짝. 현재는 그룹과 솔로 가수를 병행하고 있다. 이치쿠라 유나:시부키 란.카미야 시온.사에구사 키이 팝 타입 중 한 명
미노와 히카리(三ノ輪 ヒカリ)/써니
- 성우 - 모리야 사토미/김영은 / 가수 - 모리시타 유니코/김영은
- 학년 - 고등부 1학년
- 생일 - 3월 28일
- 별자리 - 양자리
- 혈액형 - AB형
- 좋아하는 음식 - 트로피컬 주스, 로코모코
- 싫어하는 음식 - 콩 종류(특히 낫토, 완두콩)
- 특기 - 윙크
- 키 - 162cm
- 이미지 컬러 - 자주색
- 타입 - 섹시
- 좋아하는 브랜드 - 스파이시 아게하/스파이시 버터플
- 소속그룹 - AIKATSU☆STARS!

란과 한 번도 이긴 적이 없을 만큼 뛰어난 미소녀.
인터넷 방송을 중심으로 활동을 한다.  주로 지하실에서 연습하기 때문에 지하의 태양이란 별명이 붙었다.
이치고, 아오이, 란과 같은 반이지만 라이브 기간 중에는 무대에 집중하기 위한 학원 지하에 있는 스튜디오에 틀어 박힌다.
수업에는 잘 안 들어오지만 조니는 플래시/선샤인이라 부른다. 현재는 솔로 가수 활동 중. 섹시 타입 중 한 명
타치바나 미셸(立花 ミシェル)/미셸
- 성우 - 후쿠 사나에/임윤선
- 이미지 컬러 - 레몬색
- 타입 - 팝
- 소속 그룹 - SpLasH!, AIKATSU☆STARS!

미국인과 일본인 사이에서 태어난 혼혈아의 상큼발랄한 미소녀로 아사미의 친구이자 이치고 팀/라임 일행들에게 의상 브랜드에 대한 정보를 나눠 주는 도움을 주기도 했다. 선호 브랜드는 매지컬 토이. 팝 타입 중 한 명
히무로 아사미(氷室 朝美)/다나
- 성우 - 키도 이부키/안영미
- 이미지 컬러 - 파랑
- 타입 - 쿨
- 소속 그룹 - SpLasH!, AIKATSU☆STARS!

부드럽고 얌전한 미소녀로 미셸의 친구이자 미셸과 함께 이치고 팀에게 의상 브랜드에 대한 정보를 나눠 주는 도움을 주었다. 선호 브랜드는 로리 고딕. 쿨 타입 중 한 명
- 후지와라 미야비 (藤原 みやび)/아랑
  - 성우 - 세키네 아키라/양정화 / 가수 - 미타니 레미/양정화
  - 학년 - 중학교 3학년
  - 생일 - 9월 14일
  - 별자리 - 처녀자리
  - 혈액형 - AB형
  - 좋아하는 음식 - 쓰케모노, 말차
  - 싫어하는 음식 - 정크푸드
  - 특기 - 기모노 맵시 있게 입기, 나기나타
  - 키 - 163cm
  - 이미지 컬러 - 자주
  - 타입 - 섹시
  - 좋아하는 브랜드 - 사쿠라이로카덴/도화전설
  - 소속 그룹 - 아마후와☆나데시코/달콤☆소녀, AIKATSU☆STARS!
  - 소속학교 - 히메자쿠라 여학원 / 도화여중

교토의 아이돌 학교 히메자쿠라 여학원/도화여중학교에 재학 중인 소녀로 한 달 동안 스타 라이트 학원에 교환 유학생으로서 다니게 된다.
처음에는 자신이 아이돌을 할 수 있을지 고민했지만 아카리와 친구들과 함께 활동하면서 자신만의 아이돌의 길을 찾아냈다.
교토로 돌아갈 때 아카리로부터 종이로 접은 동백꽃을 선물로 받았으며 훗날 함께 아이돌 활동을 하자고 약속한다.
코코네/바론과 함께 아이카츠! 오피셜 숍의 공식 서포터로 활동하고 있다. 현재는 그룹 활동 중. 미타니 레미:아리스가와 오토메.토도 유리카 섹시 타입 중 한 명
- 크리스 코코네 (栗栖 ここね)/바론
  - 성우 - 이토 카나에/이지현 / 가수 - 아이노 에리/이지현
  - 학년 - 중학교 3학년
  - 생일 - 8월 21일
  - 별자리 - 사자자리
  - 혈액형 - A형
  - 좋아하는 음식 - 샤떼뉴롤, 오므라이스
  - 특기 - 네잎클로버 찾아내기
  - 키 - 158cm
  - 이미지 컬러 - 초록
  - 타입 - 팝
  - 좋아하는 브랜드 - 레트로 클로버
  - 소속 그룹 - 아마후와☆나데시코/달콤☆소녀, AIKATSU☆STARS!
  - 소속학교 - 에트와르 학원 / 포트시티 학교

에트와르 학교 / 포트시티 학교인 에투알 학원/포트시티 스쿨에 재학 중인 미소녀. 말버릇은 세계의 중심은 여기네!(世界の中心はここね!)/세상의 중심은 바로 나!. 자신의 이름에서 딴 크리스/론론이라는 캐릭터도 만들어졌다.
미야비/아랑이와는 단짝이며 몇 번 같이 일 한 것을 계기로 친해지게 되었지만 아이돌의 계기는 어렸을 적 첫 사랑이었던 아이돌 요츠바 슌/제이를 만나고 재회를 하기 위해. 미야비/아랑이와 유이와 함께 아이카츠! 오피셜 숍의 공식 서포터로 활동하고 있다. 현재는 그룹 활동 중. 아이노 에리:키타오지 사쿠라.히메사토 마리아.카제사와 소라 팝 타입 중 한 명
- 하테루마 미나미 (波照間 みなみ)/미나
  - 성우 - 후지타 아카네/안영미
  - 학년 - 중학교 2학년
  - 생일 - 8월 22일
  - 별자리 - 사자자리
  - 혈액형 - A형
  - 좋아하는 음식 - 여주 찬푸루, 소키 소바
  - 특기 - 댄스
  - 키 - 156cm
  - 이미지 컬러 - 블루
  - 타입 - 쿨
  - 좋아하는 브랜드 - 댄스 퓨전
  - 소속학교 -  추라우미 비트 아카데미 / 아일랜드 오션 비트 아카데미
  - 소속그룹 - AIKATSU☆STARS!

오키나와/아일랜드 시티의 아이돌 학교 추라우미 비트 아카데미/아일랜드 오션 비트 아카데미에 재학 중인 소녀로 린의 단짝이자 린처럼 댄스를 잘 춘다. 쿨 타입 중 한 명
- 하나와 야요이 (花輪 やよい)/요미
  - 성우 - 우에다 레이나/김채하
  - 학년 - 중학교 2학년
  - 생일 - 12월 18일
  - 별자리 - 사수자리
  - 혈액형 - AB형
  - 좋아하는 음식 - 오니기리, 이부리각코, 아마자케
  - 싫어하는 음식 -
  - 특기 - 태고
  - 키 - 154cm
  - 소속학교 - 코마치 여학원/
  - 소속그룹 - STAR☆ANIS

아키타의 아이돌 학교 코마치 여학원에 재학 중인 소녀로나마하게 탈을 머리에 쓰고 있다.
- 아라나다 하즈키(荒灘 はづき)/
  - 소속학교 - 세토우치 여학원/ 학교
  - 소속그룹 - STAR☆ANIS

- 모니카 키키 (モニカ·キキィ)/키키
  - 소속학교 - Waikiki School/스쿨
  - 소속그룹 - AIKATSU☆STARS!

### 스타 라이트 학교 관계자
미츠이시 오리히메 (光石 織姫)/제시카
- 성우 - 마츠타니 카야/이선 / 가수 – 아이자와 리사/이선

스타 라이트 학원의 학원장.
조니 벱 (ジョニー別府)/쟈니
- 성우 - 야스무라 마코토/위훈

스타 라이트 학원/스타 라이트 학교의 교사. 이치고, 아오이, 란의 담임이며 솔레이유의 담당 안무가.
말을 할 때 경상도 싸투리를 섞어서 쓰고 자주 턴을 돌며 학생들을 허니라고 부른다.
학원장에 의하면 일부러 하이텐션의 성격을 연기하고 있다고 한다.
자주 중요한 이야기를 이치고와 친구들에게 말 하는 것을 깜빡하고 무서운 것을 싫어한다.
특히, 로리 고딕의 톱디자이너 마야의 저택을 무서워한다.
현 댄스 퓨전의 톱디자이너인 써니와는 옛날에 같은 팀의 동료 사이.
조니라는 이름은 써니가 붙여준 것이며 늘 입고 다니는 초록색 트레이닝복은 써니가 만들어 준 것.
써니가 디자이너로 전향한 후 몇 년 동안은 만나지 못했다.
써니가 린의 무대를 보러 왔을 때 재회하며 그로부터 새로운 빨간색 트레이닝복을 받아 입게 된다.
- 츠키카게 호노카 (月影 ほのか)/밀라디
  - 성우 - 아사카와 유우/김율

칸자키 미즈키/루나의 매니저.
스즈카와 나오토(涼川 直人)/레이
- 성우 - 토요나가 토시유키/신용우
- 소속그룹 - 남성 4인조 밴드 More Than True 리더.

스타 라이트 학원/스타라이트 학교에서 일하는 청소부의 청년. 이치고와 친구들은 청소부 오빠라고 부르고 있다.
때때로 이치고와 친구들에게 조언을 해 줄 때도 있다.
- 히로 (ヒロ)
  - 성우 - 키시오 다이스케/김명준
  - 소속그룹 - 남성 4인조 밴드 More Than True 기타

- 슈라토 (シュラト)
  - 성우 - 노지마 히로후미/권성혁
  - 소속그룹 - 남성 4인조 밴드 More Than True 베이스

- 킹 (キング)
  - 성우 - 히노 사토시/최석필
  - 소속그룹 - 남성 4인조 밴드 More Than True 드럼

요츠바 슌 (四ツ葉 春)/제이
- 성우 - 히라카와 다이스케/김영선

새롭게 들어온 스타 라이트 학원의 디저트 담당 셰프. 별 모양 도넛을 팔고 있다.
과거에 아이돌이었으나 셰프의 꿈을 이루기 위해 은퇴했다는 것이 밝혀졌으며 아이돌 시절 애칭은 욧슌/CJ 제이.
아이돌 시절, 현 댄스 퓨전의 톱디자이너인 써니에게 레슨을 받은 적 있다.
신조 에마 (新城 絵麻)/엠마
- 성우 - 나즈카 카오리/김새해

란이 목표로 하는 선배. 모델 겸 스타일리스트. AIKATSU☆STARS!의 멤버.

## 스타라이트 학교 후배
오오조라 아카리(大空 あかり)/하늘
엔도 루카:아이카츠 스타즈(시라토리 히메.후타바 아리아)
히카미 스미레(氷上 スミレ)/리라
후지시로 리에:아이카츠 스타즈(사쿠라바 로라.키자키 레이)
신조 히나키(新条 ひなき)/희나
미라이 미키:아이카츠 스타즈(사오토메 아코)
하세가와 마츠리(長谷川 まつり)/민하
- 성우 - 야노 아사미/여윤미
- 소속 그룹 - THUNDERBOLT

102화부터 핫토리 유우의 룸메이트가 된 소녀.
핫토리 유우(服部 ユウ)/유이
- 성우 - 테루이 하루카/이수진
- 학년 - 중등부 3학년
- 생일 - 7월 17일
- 별자리 - 게자리
- 혈액형 - AB형
- 좋아하는 음식 - 팬케이크, 감귤
- 싫어하는 음식 -
- 특기 - 재즈 댄스
- 키 - 157cm
- 이미지 컬러 - 파랑
- 타입 - 쿨
- 좋아하는 브랜드 - 스윙 록
- 소속 그룹 - THUNDERBOLT, AIKATSU☆STARS!

아카리의 반 친구이자 예전 룸메이트. 102화부터 기존에 쓰던 방에 빗물이 새면서 아카리와 서로 다른 방을 쓰게 되었다.
한 달 동안 교토에 위치한 히메자쿠라여학원으로 교환 유학을 간다.
2015년 3월 26일부터 7월 29일까지 미야비와 코코네와 함께 아이카츠! 오피셜 숍의 공식 서포터였다.
현재는 솔로 가수 활동 중. 쿨 타입 중 한 명
사이온지 츠바키(西園寺 つばき)/모란
- 성우 - 시미즈 아야카/이지영
- 학년 - 중등부 2학년
- 생일 - 4월 20일
- 별자리 - 황소자리
- 혈액형 - A형
- 좋아하는 음식 - 고급 식재료라지만 실은 과자나 정크 푸드,오모치
- 싫어하는 음식 -
- 특기 - 옛날 소녀 만화 얼굴 되기, 바이올린, 발레, 플라워 어렌지먼트, 체스
- 키 - 156cm
- 이미지 컬러 - 분홍
- 타입 - 큐트
- 좋아하는 브랜드 - 드리미 크라운
- 소속그룹 - AIKATSU☆STARS!

### 관계자
- 나가오카 선생 (長岡 先生)/곽부
  - 성우 - 호시 소이치로/손수호
  - 소속학교 - 히메자쿠라 여학원 / 도화여자중학교

118화에서 등장. 교토의 아이돌 학교 히메자쿠라여학원/도화여중의 강사. 미야비/아랑이를 스카우트한 사람이며 오리히메 학원장/제시카의 친구. 자신이 아이돌을 할 수 있을까 고민하는 미야비/아랑이에게 스타 라이트 학원 유학을 권유한다.

## 드림 아카데미 주역
- 오토시로 세이라(音城 セイラ)/세라
  - 성우 - 이시하라 카오리/박지윤 / 가수 - 우에하나 후우리/박지윤
  - 학년 - 고등부 2학년
  - 생일 - 11월 11일
  - 별자리 - 전갈자리
  - 혈액형 - A형
  - 좋아하는 음식 - 파스타, 커피 젤리
  - 특기 - 악기 전반, 절대 음감
  - 키 - 158cm
  - 이미지 컬러 - 루즈
  - 타입 - 쿨
  - 좋아하는 브랜드 - 스윙 록
  - 소속그룹 - STAR☆ANIS

아이돌 하기 전에는 친구들과 록 밴드를 했으며 그 전에는 클래식을 했고 절대음감의 미소녀.
입버릇은 라라라이고네가 도라면 나는 레 네가 레라면 나는 미, 나는 먼저 앞서 나갈 거야라고 자주 말한다. 자기 집에서 카페를 운영하고 있다. 오토시로 노엘이라는 여동생이 있으며 고양이를 좋아하는 미소녀.
예전에 스타 라이트 학원/스타라이트 학교에 입학하려했으나 아이돌과는 거리가 멀다는 얘기를 듣고 떨어진다.
이후, 아이돌 잡지에 실린 드림 아카데미 광고를 보고 신청해 입학하게 된다. 이치고와 연두와 소라,마리아와 단짝이다. 현재는 드림 아카데미의 친구들과 함께 월드 투어 중. 우에바나 후우리:키리야 아오이.나츠키 미쿠루 쿨 타입 중 한 명
- 사에구사 키이(冴草 きい)/연두
  - 성우 - 아키나/김현지 / 가수 - 이치쿠라 유나/김현지
  - 학년 - 고등부 2학년
  - 생일 - 12월 3일
  - 별자리 - 사수자리
  - 혈액형 - O형
  - 좋아하는 음식 - 브레인 썬더, 퐁퐁 크레이프, 달콤한 디저트
  - 싫어하는 음식 - 매운맛 카레
  - 특기 - 컴퓨터
  - 키 - 153cm
  - 이미지 컬러 - 라임
  - 타입 - 팝
  - 좋아하는 브랜드 - 매지컬 토이
  - 소속그룹 - AIKATSU☆STARS!

드림 아카데미 프로듀서 코스에 재학 중인 미소녀. 평소에는 안경을 쓰고 있지만 아이돌 데뷔 이후로는 안경을 벗을 때가 많다. 상큼발랄하고 생기 넘치는 미소녀.
OK OK!와 같이 같은 단어를 세 번 반복해서 말하며 또, 입이 가볍다.
세이라의 전 프로듀서이다. 학원 내에는 키이/연두의 전용 연구실이 있으며 컴퓨터를 친구처럼 대한다.
옛날에는 내성적이고 순수한 성격이었으나 어머니 덕에 성격이 상큼발랄한 성격의 매우 생기넘치는 미소녀지만 특유의 입버릇은 어머니와 대화 하면서 생긴 것.
어머니가 보내 준 액세서리에 처음에는 하나마다 이름을 지어 주었지만 언젠가부터는 (숫자)+호식으로 짓게 되었다.
15대 퐁퐁 크레이프 이미지 걸로 뽑힌 이후로 프로듀서와 아이돌을 겸하게 된다. 세라, 소라, 마리아, 이치고, 아오이와 친한 친구. 현재는 드림 아카데미 월드 투어 중. 이치쿠라 유나:시부키 란.이치노세 카에데.카미야 시온 팝 타입 중 한 명
- 카제사와 소라(風沢 そら)/소라
  - 성우 - 타카하시 미나미/박리나 / 가수 - 아이노 에리/박리나
  - 학년 - 고등부 2학년
  - 생일 - 10월 2일
  - 별자리 - 천칭자리
  - 혈액형 - AB형
  - 좋아하는 음식 - 에스닉 요리, 코리엔더
  - 특기 - 의상 디자인, 혼자 여행
  - 키 - 164cm
  - 이미지 컬러 - 하늘색
  - 타입 - 섹시
  - 좋아하는 브랜드 - 보헤미안 스카이
  - 소속그룹 - AIKATSU☆STARS!

드림 아카데미 아이돌 코스와 디자이너 코스에 재학 중인 미소녀. 자연과 동물을 사랑하며 방에는 앵무새 파무/팜을 키우고 있으며 입버릇은 쿠루쿠루 캬와와/빙글빙글 샤랄라.
좋아하는 브랜드 보헤미안 스카이. 히메사토 마리아와 사이가 좋으며 쉬는 날을 같이 보낼 때가 많다.세라,연두,마리아와 단짝이다. 현재는 드림 아카데미 월드 투어 중. 아이노 에리:키타오지 사쿠라.크리스 코코네.히메사토 마리아  섹시 타입 중 한 명
- 히메사토 마리아(姫里 マリア)/마리아
  - 성우 - 토미오카 미사코/배진홍 / 가수 - 아이노 에리/배진홍
  - 학년 - 고등부 2학년
  - 생일 - 4월 18일
  - 별자리 - 양자리
  - 혈액형 - O형
  - 좋아하는 음식 - 자허토르테
  - 특기 - 메이크업, 네일아트
  - 키 - 157cm
  - 이미지 컬러 - 살구
  - 타입 - 큐트
  - 좋아하는 브랜드 - 오로라 판타지
  - 소속그룹 - AIKATSU☆STARS!

드림 아카데미의 인기 아이돌인 미소녀. 입버릇은 팜파카팜/빰빠라밤. 부잣집 아가씨로, 광대한 저택을 소유하고 있으며 자가용 헬리콥터가 있지만 같은 부잣집 아가씨인 사쿠라와 마음이 맞아 친해지게 된다. 저택 내의 목장에서 만난 티아라에게 스카우트 됐으며 부모님은 일 때문에 온 세계를 돌아다니기 때문에 외로웠지만 그린 글래스의 그림책 덕분에 외로움을 떨칠 수 있었다. 소라,세라,연두,스타라이드친구들이 친한친구이다. 현재는 드림 아카데미 월드 투어 중. 아이노 에리:키타오지 사쿠라.크리스 코코네.카제사와 소라 큐트 타입 중 한 명
- 오토시로 노엘 (音城 ノエル)/노엘
  - 성우 - 미야모토 카나코 → 카쿠마 아이 (71화~)/최덕희
  - 소속그룹 - AIKATSU☆STARS!
  - 타입 - 큐트
  - 좋아하는 브랜드 - 엔젤리 슈가

세이라의 여동생. 12월 25일생. 라이치의 옆 반. 라이치의 누나인 이치고의 팬. 172화에서 드림 아카데미 편입시험에 합격하여 다니고 있다. 큐트 타입 중 한 명

### 관계자
- 유메사키 티아라(夢咲 ティアラ)/티아라
  - 성우 - 엔도 아야/최덕희

드림 아카데미의 학원장. 이름은 예명이며 스즈카와 나오토/레이의 누나. 쿨하고 당돌한 성격. 예전에는 IT 관련 회사의 사장이지만 꿈이었던 아이돌 육성을 이루기 위해 사장직에서 물러나 드림 아카데미를 설립한다. 예전에는 마스커레이드 라이브 스태프로 일했다. 아이돌에 관한 지식이 조금 부족해 스타 라이트 학원/스타 라이트 학교를 그만둔 미즈키/루나에게 조언을 받고 있다.

## 디자이너
- 아마하네 아스카 (天羽 あすか)/타샤
  - 성우 - 이노우에 키쿠코/박선영

엔젤리 슈가의 톱 디자이너. 아마하네 마도카/모모의 할머니이다. 호시미야 링고와 호시미야 이치고의 지인이다.
- 카미시로 레이 (神代 レイ)/루이
  - 성우 - 노지마 켄지/장민혁

퓨처링 걸의 톱 디자이너.
- 칸자키 미즈키 (神崎 美月)/루나
  - 성우 - 코토부키 미나코/이용신

러브 문라이즈의 톱 디자이너 겸 아이돌. STAR☆ANIS리더
- 타치바나 안나 (橘 杏奈)/안나
  - 성우 - 소우미 요코/임윤선

스파이시 버터플의 톱 디자이너.
- 니지가하라 마코토 (虹ヶ原 マコト)/마크
  - 성우 - 미키 신이치로/선호제

해피 레인보우의 톱 디자이너.
- 유메코지 마야 (夢小路 魔夜)/마야
  - 성우 - 오오카와 토오루/서윤선

로리 고딕의 톱 디자이너.
- 그린 글래스 (グリーン・グラス) / 히이라기 리사 (柊 リサ), 히이라기 엘레나 (柊 エレナ)/리사, 엘레나
  - 성우 - 츠네마츠 아유미 (리사), 나카츠카사 유우카 (엘레나)/박선영 (리사), 임윤선 (엘레나)

오로라 판타지의 톱 디자이너. 원래는 그림책 작가.
- 마르셀 (マルセル)

매지컬 토이의 톱 디자이너. 몸짓으로만 자신의 의사를 표현한다.
- 카제사와 소라 (風沢 そら)/소라
  - 성우 - 타카하시 미나미/박리나

보헤미안 스카이의 톱 디자이너 겸 아이돌. STAR☆ANIS멤버
- 카요코/카렌
  - 성우 - 와타나베 아케노/윤소라

비비드 키스의 톱 디자이너.
- 마키나 (マキナ)/미키
  - 성우 - 유키노 사츠키/여윤미

스윙 록의 톱 디자이너 겸 베이시스트.
- 세나 츠바사 (瀬名 翼)/미카엘
  - 성우 - 타마루 아츠시/강호철

드리미 크라운의 톱 디자이너. 아마하네 아스카의 제자.
의상 제작을 도와준 아카리에게 백조의 호수를 모티브한 프리미엄 레어 드레스를 준다.
- 엔시에로 아츠시 (エンシエロ 篤)/엔시에로
  - 성우 - 마츠모토 야스노리/이호인

상그리아 로사의 톱 디자이너.
- 무레타 아츠로 (ムレータ 淳朗)/무레타
  - 성우 사이가 미츠키/김명준

엔시에로 아츠시의 제자. 바닐라 칠리 페퍼 유닛의 드레스를 만들었고 스승인 엔시에로에게 인정받았다.
- 써니 (サニー)/로니
  - 성우 - 토리우미 코스케/김영선

댄스 퓨전의 톱 디자이너. 전설의 댄서로서 유명하며 조니와는 예전에 같은 팀의 동료 사이. 조니의 체육복도 만들어 준다.
- 키사라기 루시 (如月ルーシー)/루시
  - 성우 - 시라이시 료코/우정신

돌리 데빌의 톱 디자이너.

## 가족
- 호시미야 링고 (星宮 りんご)/로즈
  - 성우 - 노토 마미코/박선영/가수 - 나루세 에이미/박선영
  - 소속그룹 - 마스커레이드

이치고, 라이치의 어머니. 도시락집을 경영한다. 과거에는 전설의 아이돌 유닛 ‘마스커레이드’의 멤버 ‘미야/프린’이었다. 섹시 타입 중 한 명
- 호시미야 라이치 (星宮 らいち)/리키
  - 성우 - 세토 아사미/안영미

이치고의 남동생. 아오이에게 뒤지지 않을 만큼 아이돌을 좋아한다. 아이돌의 포스를 느낄 수 있으며 그것을 냄새로 비유한다. 아오이의 열렬한 팬이며 밸런타인데이 때는 아오이가 누구에게 초콜릿을 줄 것인지 신경이 쓰여 여장을 하고 스타 라이트 학원에 들어가기도 했지만 중학생이 된 후에는 축구부에 가입했다.
- 호시미야 타이치 (星宮 太一)/레오
  - 성우 - 코야스 타케히토/한신

이치고, 라이치의 아버지. 온 세계를 돌아다니며 알려지지 않은 음식을 찾는 일을 하고 있다.
- 오토시로 소타 (音城 颯太)
  - 성우 - 키타다 마사미치/김정훈

세이라, 노엘의 아버지. 카페 ‘Cafe Vivo’를 경영한다.
- 오토시로 타카코 (音城 貴子)
  - 성우 - 오카다 에이미/여윤미

세이라, 노엘의 어머니. 카페 ‘Cafe Vivo’의 마담이다.
- 키타오지 사콘 (北大路 左近)/시우
  - 성우 - 타무라 아츠미/김명준

사쿠라의 쌍둥이 오빠. 가부키 배우. 4월 6일생. 사쿠라의 스타 라이트 학원 입학을 반대하지만 사쿠라의 오디션을 본 후로는 생각을 바꾼다.
- 사에구사 사나에 (冴草 さなえ)
  - 성우 - 스가야 야요이/

키이의 어머니. 의사이며 지금은 외딴섬의 진료소에서 일하고 있다.
- 오오조라 코하루 (大空 小陽)
  - 성우 - 히카미 쿄코/김보영

아카리의 어머니. 학생 때부터 도예를 하고 있다.
- 오오조라 마나부 (大空 学)
  - 성우 - 오기노 세이로/김지율

아카리의 아버지. 지질학자.
- 히카미 아즈사 (氷上 あずさ)
  - 성우 - 하세 미키/여윤미

스미레의 언니. 스미레에게 스타라이트 학원 입학을 권유했다. 로리 고딕 브랜드를 좋아한다.
- 히나키 아빠 (ひなきパパ), 히나키 엄마 (ひなきママ)/희나 아빠, 희나 엄마
  - 성우 - 이토 켄타로 & 오카무라 아케미

히나키의 부모님. 아버지는 카메라맨, 어머니는 패션 잡지 편집장이다.
- 쿠레바야시 카렌 (紅林 可憐)/캘리
  - 성우 - 네야 미치코/지미애

쥬리의 어머니. 유명 배우이다.
- 카미노 세리오 (カミーノ・セリオ)/세리오
  - 성우 - 우치다 유야/손수호

쥬리의 아버지. 스페인 출신의 요리사. 고향은 안달루시아 지방.
- 다이치 유타카 (大地 豊)
  - 성우 - 네모토 아키히로/신용우

노노의 아버지. 감자밭 농부. 시라카바 가족과 친하며 과묵하고 의젓한 편.
- 다이치 카즈노 (大地 一乃)
  - 성우 - 케이죠 유카/김영은

노노의 어머니. 시라카바 가족과 친하며 노노가 아이돌이 된다는 것에 걱정과 반대도 했지만 시라카바 가족들과의 상담으로 아이돌이 되는 걸 받아들였다.
- 다이치 미노루 (大地 穣)
  - 성우 - 타카하시 미나미/이수진

노노의 남동생이며 게임을 좋아한다.
- 시라카바 시즈오 (白樺 静生)
  - 성우 - 하야시 카즈요시/김신우

리사의 아버지. 다이치 가족과 친하며 리사가 아이돌이 되는 것에 흔쾌히 받으며 오디션을 받게 했다.
- 시라카바 레이코 (白樺 玲子)
  - 성우 - 나카에 미츠키/김새해

리사의 어머니. 다이치 가족들과의 상담하면서 아이돌이 되는 걸 받았다.